# 伊利 (阿拉巴馬州)
伊利（英語：Erie）是一個位於美國阿拉巴馬州黑爾縣的鬼鎮。由於此地已於1867年被荒廢，本地已無人居住。

## 地理
伊利的座標為32°43′04″N 87°47′50″W / 32.71766°N 87.79728°W，而該地的平均海拔高度為167米（即548英尺）。